# Daniël George van Beuningen
Daniel George van Beuningen, né le 4 mars 1877 à Utrecht et mort le 29 mai 1955 à Arlesheim, dans le canton de Bâle, en Suisse, est un homme d'affaires, un collectionneur d'art et un mécène néerlandais. Son nom est associé au musée Boijmans Van Beuningen auquel il a légué sa collection de peinture en 1958.

## Biographie
Son père, Hendrik Adriaan van Beuningen, est un négociant de charbon, cofondateur de la Steenkolen Handels Vereniging. En 1937, il est l'un des partenaires financiers du stade de Feyenoord, récemment construit, en se portant acquéreur du terrain sur lequel le stade est construit. Il est l'un des fondateurs de l'hôpital du port de Rotterdam.
Il est surtout connu comme collectionneur d'art et mécène. Sa collection comprend des œuvres de peintres flamands et néerlandais. Il la lègue en 1958 au musée Boijmans, qui prend le nom de Musée Boijmans Van Beuningen.